# Delomys dorsalis
Delomys dorsalis är en däggdjursart som först beskrevs av Reinhold Friedrich Hensel 1872.  Delomys dorsalis ingår i släktet Delomys och familjen hamsterartade gnagare. IUCN kategoriserar arten globalt som livskraftig. Inga underarter finns listade i Catalogue of Life.
Denna gnagare förekommer i sydöstra Brasilien och i angränsande områden av nordöstra Argentina. Habitatet utgörs av skogar eller buskskogar i kulliga regioner samt i bergstrakter upp till 2400 meter över havet.
Jämförd med Delomys sublineatus har arten inte lika styv päls Dessutom saknas en gul linje vid gränsen mellan ovansidans mörkbruna till gråbruna päls och undersidans päls. En mörk längsgående strimma på ryggens topp kan förekomma. Ansiktet kännetecknas av långa morrhår. Arten har en diploid kromosomuppsättning med 82 kromosomer (2n=82).
En individ var 12,5 cm lång (huvud och bål), hade en nästan 13 cm lång svans och cirka 2 cm stora öron.
Individerna är nattaktiva och de har bra förmåga att klättra i växtligheten. Födan utgörs av frukter, frön och svampar som kompletteras med olika ryggradslösa djur. Honor kan vara brunstiga under alla årstider. Efter 21 till 22 dagar dräktighet föds två till fem ungar per kull.